# Bonitasoft
Vous pouvez aider à l'améliorer ou bien discuter des problèmes sur sa page de discussion.
- Il ne s’appuie pas, ou pas assez, sur des sources secondaires ou tertiaires. (Marqué depuis juillet 2020)
- Il contient une ou plusieurs listes. Le texte gagnerait à être rédigé sous la forme d’un ou plusieurs paragraphes synthétiques, afin d’être plus agréable à lire. (Marqué depuis juillet 2020)

- Archive Wikiwix
- Bing
- Cairn
- DuckDuckGo
- E. Universalis
- Gallica
- Google
- G. Books
- G. News
- G. Scholar
- Persée
- Qwant
- (zh) Baidu
- (ru) Yandex
- (wd) trouver des œuvres sur Wikidata

Bonitasoft est un éditeur de logiciel de Business Process Management (BPM) Open Source français.

## Historique
Bonitasoft, éditeur de logiciel open source, est créé en juin 2009 pour assurer le support de Bonita BPM.
Le projet de logiciel Bonita a été co-fondé en 2001 par Miguel Valdés Faura, ingénieur informatique à l'Institut national français de recherche en informatique et automatisation (INRIA de Nancy).
Bull a participé au développement de Bonita BPM jusqu'en 2009.
En 2009, Miguel Valdés Faura rejoint Charles Souillard et Rodrigue Le Gall pour fonder Bonitasoft.
Une série de levée de fonds permet à Bonitasoft de commercialiser son produit Bonita à l'international (en 2009 4,5 millions d'euros auprès de Ventech et Auriga, en 2011 8 millions auprès de Serena Capital puis en 2013 10 millions auprès de ses fonds d'investissement et de la BPI, puis 5 millions en 2014 auprès des mêmes investisseurs).
En 2011 Bonitasoft ouvre un bureau aux États-Unis.

## Produit
Bonitasoft développe Bonita depuis 2009.
Bonita est une plateforme open source de développement d'application basée sur la gestion de processus métiers (Business Process Management).
Bonita et ses composants majeurs :
- Bonita Studio : permet à l'utilisateur de modifier graphiquement les processus métier suivant la norme BPMN. L'utilisateur peut également connecter les processus à d'autres éléments du système d'information (telles que la messagerie, la planification des ressources d'entreprise, la gestion de contenu d'entreprise et bases de données) afin de générer une application commerciale autonome accessible comme un formulaire Web. Bonita Studio permet également à l'utilisateur de concevoir graphiquement les formulaires qui seront présentées à l'utilisateur final afin d'interagir avec le processus. Bonita Studio permet à l'utilisateur de démarrer avec des processus conçus avec d'autres normes et technologies telles que XPDL ou jBPM. Elle repose sur Eclipse.
- Bonita Engine : Application Java qui exécute les processus métier créés avec Bonita Studio.
- Bonita Portal : Portail qui permet à chaque utilisateur final de gérer toutes les tâches dans lesquelles il est impliqué. Le portail permet également au propriétaire d'un processus d'administrer et d'obtenir des rapports sur les processus. Elle repose sur AngularJS.
- Bonita UI Designer : fournit des fonctionnalités basées sur Angular JS et Bootstrap, et des points d'extension pour permettre aux développeurs d'interfaces utilisateurs de mélanger des outils graphiques, des frameworks et du code pour leurs développements.
- Bonita Continuous Delivery : un module additionnel basé sur Docker et Ansible qui permet le provisionnement automatique via la technologie cloud Amazon AWS[6].

Il existe deux versions de Bonita :
- Une version communautaire sous licence GPL v2, Bonita Community.
- Une version souscription, Bonita Enterprise, qui en plus du support, apporte d’autres fonctionnalités et services.

Bonita est développé en JEE.

## Applications
La plateforme Bonita est utilisée pour créer des applications métiers basées sur les processus de l'entreprise en vue d'améliorer l'efficience des opérations et d’accélérer la transformation digitale.
Les applications Bonita sont utilisées dans de nombreuses industries telles que :
- Education : interfaces utilisateur web conviviales pour les étudiants, les administrateurs, les chercheurs et le personnel[7].
- Energie : développement d'applications au service des tiers tels que les fournisseurs, les distributeurs et les consommateurs d'énergie ; échanger et gérer les données de plusieurs sources par exemple[8]
- Banque et assurance : applications pour les clients, les titulaires de compte, les titulaires de contrat, les prêteurs, les tierces parties et agences externes et les employés, gestion de demandes de prêts par exemple[9].
- Santé : applications pour aider les organismes de santé à mieux gérer les nouvelles exigences et réglementations ainsi que les nouveaux processus tout en améliorant la qualité des soins aux patients. Applications de gestion de processus liés à la recherche pour l'industrie pharmaceutique[10]
- Industrie manufacturière : applications pour simplifier la chaîne de valeur, éliminer la redondance des systèmes et des processus, offrir la flexibilité permettant d'améliorer les performances malgré l'évolution des environnements et le besoin de conformité avec les lois et réglementations[11].
- Secteur public : pour rendre les services publics plus efficaces et accessibles via des applications e-citoyens[12]
- Télécommunications & média : de nombreux processus sont impliqués dans la satisfaction client avec par exemple le processus d'abonnement et de remplacement de l'équipement des clients
- Grande distribution : processus de gestion de la sécurité des données clients, amélioration de l'expérience d'achat et du services après vente...

Les applications Bonita peuvent aussi servir des processus de départements quelle que soit l'industrie tels que les achats, les ressources humaines, la chaine d'approvisionnement.

## Annexe